# Trevor Weisgerber
Trevor Weisgerber (né le 9 mai 1979 à Vibank Saskatchewan, au Canada) est un joueur professionnel canadien de hockey sur glace.

## Carrière de joueur
Après deux saisons dans le hockey universitaire américain, il se joint à un club de la Ligue centrale de hockey pour y commencer sa carrière professionnelle.

## Statistiques
| Saison    | Équipe                                  | Ligue |    | Saison régulière | Saison régulière | Saison régulière | Saison régulière | Saison régulière |   | Séries éliminatoires | Séries éliminatoires | Séries éliminatoires | Séries éliminatoires | Séries éliminatoires |
| Saison    | Équipe                                  | Ligue | PJ | B                | A                | Pts              | Pun              | PJ               | B | A                    | Pts                  | Pun                  |                      |                      |
| 1999-2000 | Lakers de l'Université du Lac Supérieur | NCAA  | 21 | 1                | 3                | 4                | 2                | -                | - | -                    | -                    | -                    |                      |                      |
| 2000-2001 | Lakers de l'Université du Lac Supérieur | NCAA  | 18 | 2                | 2                | 4                | 8                | -                | - | -                    | -                    | -                    |                      |                      |
| 2002-2003 | Blazers d'Oklahoma City                 | LCH   | 11 | 2                | 2                | 4                | 10               | -                | - | -                    | -                    | -                    |                      |                      |
| 2002-2003 | Saints de San Angelo                    | LCH   | 39 | 17               | 22               | 39               | 29               | -                | - | -                    | -                    | -                    |                      |                      |
| 2003-2004 | Saints de San Angelo                    | LCH   | 64 | 24               | 38               | 62               | 24               | 5                | 0 | 2                    | 2                    | 2                    |                      |                      |
| 2004-2005 | Saints de San Angelo                    | LCH   | 32 | 15               | 15               | 30               | 18               | 7                | 0 | 3                    | 3                    | 4                    |                      |                      |
| 2005-2006 | Killer Bees de Rio Grande Valley        | LCH   | 64 | 20               | 43               | 63               | 36               | 6                | 0 | 3                    | 3                    | 8                    |                      |                      |
| 2006-2007 | Cotton Kings de Lubbock                 | LCH   | 28 | 10               | 13               | 23               | 20               | -                | - | -                    | -                    | -                    |                      |                      |
| 2006-2007 | Rage de Rocky Mountain                  | LCH   | 37 | 10               | 17               | 27               | 38               | -                | - | -                    | -                    | -                    |                      |                      |
| 2007-2008 | Rage de Rocky Mountain                  | LCH   | 64 | 25               | 44               | 69               | 22               | -                | - | -                    | -                    | -                    |                      |                      |
| 2008-2009 | Killer Bees de Rio Grande Valley        | LCH   | 29 | 8                | 20               | 28               | 22               | 1                | 0 | 0                    | 0                    | 2                    |                      |                      |